# Giorgio Ferrarese
Giorgio Ferrarese (20 gennaio 1933) è un matematico italiano.

## Biografia
Ferrarese si iscrive al corso di laurea in Matematica dell'Università La Sapienza di Roma nel 1950, avendo come aspirazione primaria quella di laurearsi e andare ad insegnare nelle scuole secondarie. È il matematico e maestro Antonio Signorini, invece, ad avviarlo alla carriera universitaria. Altri docenti che hanno avuto su di lui rilevante influenza sono Carlo Cattaneo e Giulio Krall.
Dopo la laurea, dalla metà degli anni cinquanta, lavora a Roma come borsista INAC e come ricercatore CNR, con Mauro Picone. Nei primi anni sessanta diviene prima assistente di meccanica razionale, con Carlo Cattaneo, e poi professore incaricato di meccanica superiore.
Nel 1966, a soli 34 anni, vince due concorsi a cattedra: per meccanica razionale e per istituzioni di fisica matematica; sceglie di trasferirsi a Torino dove ricopre il ruolo di professore straordinario di meccanica superiore. Nel 1969 torna a Roma su una cattedra di meccanica razionale, affiancando il suo maestro Carlo Cattaneo. Nel triennio 1970-1974 svolge il ruolo di direttore dell'Istituto Matematico Guido Castelnuovo dell'Università La Sapienza di Roma. A Roma insegna ininterrottamente, prima meccanica razionale e poi teorie relativistiche fino al 2004, anno del suo pensionamento.

## Attività scientifica
L'attività scientifica di Ferrarese attualmente copre l'arco di sei decenni. Il suo primo articolo scientifico è del 1956, l'ultimo, dei circa 120 da lui pubblicati finora, è del 2008. I campi della fisica matematica interessati dal suo lavoro sono: dinamica dei fili e dei solidi tubolari; meccanica delle volte; deformazioni finite e dinamica dei continui alla Cosserat; dinamica dei sistemi anolonomi; relatività generale; teorie unitarie della gravitazione e dell'elettromagnetismo. I contributi dati da Ferrarese ai vari campi non si contano; in particolare a lui si deve la formulazione canonica delle proprietà differenziali di un riferimento fisico e la corrispondente formulazione relativa del problema di Cauchy per le equazioni di Einstein. In generale il suo approccio si distingue per l'uso sistematico di formalismi anolonomi (non legati a coordinate ma a riferimenti fisici) e del formalismo geometrico.

## Pubblicazioni
Ferrarese è autore di apprezzati libri di testo di meccanica razionale. È inoltre autore prolifico di monografie scientifiche, destinate ai ricercatori; tra queste ultime, le più recenti e più favorevolmente recensite sono: 
- Lezioni di relatività generale, Pitagora, Bologna, 1994; seconda edizione nel 2001.
- Introduction to relativistic continuum dynamics (con Donato Bini), Lecture Notes in Physics, Springer-Verlag, New-York, 2007.
- Introduzione alle teorie unitarie classiche, Pitagora, Bologna, 2007.

## Premi ed onorificenze
Ferrarese ha ricevuto due premi scientifici significativi: il Premio Pomini da parte dell'UMI (Unione Matematica Italiana) nel 1962 ed il Premio Bonavera da parte dell'Accademia delle Scienze di Torino nel 1964.